# Álvaro Medrán
Álvaro Medrán Just, né le 15 mars 1994 à Dos Torres, en Espagne, est un footballeur espagnol jouant au poste de milieu de terrain au Al-Ettifaq FC.

## Biographie

### Parcours en club
Le 23 février 2014, il fait ses débuts en faveur du Real Madrid Castilla, l'équipe réserve du Real Madrid.
Il joue son premier match en Liga le 18 octobre 2014 face au club de Levante.
Il débute en Ligue des champions le 9 décembre 2014, face à l'équipe bulgare du Ludogorets Razgrad. À cette occasion, il inscrit son premier but en Coupe d'Europe.
Le 13 août 2018, Álvaro Medrán est prêté pour une saison au Rayo Vallecano par le Valence CF.

### Parcours en équipe nationale
Álvaro Medrán est sélectionné avec l'équipe d'Espagne des moins de 19 ans puis avec les espoirs.